# Setophaga cerulea
La reinita cerúlea y chipe cerúleo (Setophaga cerulea) es una especie de ave paseriforme de la familia de los parúlidos que vive en América. Es una especie migratoria, que cría en América del Norte y pasa el invierno en América del Sur.

## Descripción
Los adultos miden entre 11 y 12 cm de longitud. Hay evidente dimorfismo sexual y cambios con la edad, pero no cambios estacionales en el plumaje. Los machos tiene la cabeza y las partes dorsales predominantemente azul cerúleo. Sin embargo, los costados del cuello son blancos, las mejillas pueden tener cierto tono grisáceo, y puede haber algún esbozo de línea supraocular blanca. En la espalda hay rayas negras. En alas y cola hay plumas negras en las partes distales. En cada ala hay dos rayas blancas, y en la cola también hay algunas manchas blancas. Las partes ventrales son predominantemente blancas, pero en el pecho hay un collar azul oscuro que puede o no cerrarse, y en los costados se presentan rayas azules o negras.
Las hembras tienen la cabeza y las partes dorsales de color verde azulado. El supercilio es blanco. Las partes ventrales con amarillo limón con algunas manchas oscuras a los costados.
Los juveniles son similares a las hembras adultas.

## Distribución y hábitat
El chipe cerúleo anida en bosques mixtos del oriente de América del Norte. Es una especie migratoria que viaja a través del Golfo de México, el Caribe y América Central, para pasar el invierno en bosques de montaña del noroeste de América del Sur, principalmente en la Cordillera de los Andes.

## Presencia en la cultura popular
La conservación de esta especie tiene un importante papel en la trama argumental de la novela Libertad de Jonathan Franzen.